# 急性化膿性甲状腺炎
急性化膿性甲状腺炎（きゅうせいかのうせいこうじょうせんえん）は下咽頭からの細菌侵入により甲状腺周囲に感染が起こり発症する、細菌感染症である。比較的まれな疾患である。

## 原因
上気道炎に引き続き、下咽頭を介して細菌が甲状腺周囲に侵入することにより発症する。

## 症状
上気道炎に続き、急激な頸の前側、左右どちらかに強い痛み、腫れ、発熱を生じる。ほとんど左側だという。

## 検査
- 白血球増加
- 赤沈亢進
- CRP陽性

他に超音波、CTなどが施行される。
穿刺すると膿汁が吸引される。

## 治療
抗生物質の投与
膿の穿刺または切開排膿

## 鑑別すべき疾患
- 橋本病急性増悪
- 亜急性甲状腺炎
- 甲状腺未分化癌
- 甲状腺のう胞内出血